# Орден «За храбрость»
Орден «За храбрость» (болг. Орден «За храброст») — государственная награда княжества, а с 1908 по 1946 год — Царства Болгарии. С 2003 года — государственная награда Республики Болгария.

## История
Орден «За храбрость» — самый первый болгарский орден. Был учреждён указом князя Александра Баттенберга 1 января 1880 года для поощрения военнослужащих, которые проявили мужество и героизм на поле боя.
Являлся высшей наградой Княжества Болгарии вплоть до 1908 года, когда после объявления Болгарии независимым царством был учреждён орден «Святые Равноапостольные Кирилл и Мефодий», ставший новой высшей государственной наградой.
После перехода Болгарии на сторону антигитлеровской коалиции в сентябре 1944 года до окончания Второй мировой войны в 1945 году 40 орденами «За храбрость» были награждены 39 женщин-военнослужащих Болгарии (Величка Караманолова была награждена двумя орденами; погибшая в бою 8 октября 1944 года В. Ташевская была награждена посмертно).
После прихода к власти в Болгарии коммунистического правительства орден был отменён 15 сентября 1946 года, однако ранее награждённые получали знаки до 1950 года. Его сменил одноименный республиканский орден, существовавший в трёх степенях с 1948 по 1991 год.
13 июня 2003 года с некоторыми изменениями орден «За храбрость» был восстановлен в прежнем виде в качестве государственной награды Республики Болгария.

## Царский орден
Орден предназначался для награждения военнослужащих, проявивших мужество, героизм и совершивших подвиги на поле боя. Орден вручался только в военное время.
Орден «За храбрость» имел четыре основные степени, одну специальную степень и четыре степени креста. Орден имел Большой крест, 4 степени и 2 класса, для награждения офицеров, а также 4 солдатские степени. Военным священникам и музыкантам, проявившим отвагу и самопожертвование на поле боя, вручалась награда без мечей.
Награждение проводилось последовательно, с 4-й к 1-й степени.
Большой крест ордена «За храбрость» мог вручаться только верховному болгарскому правителю. Существуют пять эмиссий, различающихся между собой: две Баттенберговских и три Фердинандовских.
I степень ордена «За храбрость» вручалась болгарским и иностранным генералам, а также правителям других стран. Имела четыре эмиссии. Всего награждено 32 человека, от императора Александра II до маршала Фёдора Толбухина.
II степень ордена «За храбрость» вручалась генералам, командующим боевыми соединениями не меньше дивизии. Имела две эмиссии.
III степень I класса ордена «За храбрость» вручалась командующим от бригады до дивизии. Имела три эмиссии.
III степень II класса ордена «За храбрость» вручалась старшему офицерскому составу (от капитана до полковника). В исключительных случаях и младшим офицерам. Имела пять эмиссий.
IV степень I класса ордена «За храбрость» вручалась среднему и младшему офицерскому составу. Имела семь эмиссий.
IV степень II класса ордена «За храбрость» вручалась младшему офицерскому составу. Имела десять эмиссий, последняя — за болгаро-немецкую войну 1944—1945 годов.

### Воинский крест «За храбрость»
Воинский крест «За храбрость» в качестве награды для нижних чинов был введён одновременно с офицерским. I и II степени были позолочены, а III и IV степени — посеребрены. Кроме того, воинские кресты были меньше офицерских по размеру (33—34 мм), с более узкой лентой. Степени различались между собой наличием или отсутствием банта на ленте.
В 1917 году в Болгарии отказались от написания i перед гласными, как это принято в старославянском языке. Новые правила нашли отражение и в рисунке награды. На оборотной стороне креста традиционное Българія было заменено на България.

## Республиканский орден
Орденом «За храбрость» награждаются военные и гражданские лица за мужество и героизм на пользу болгарского общества и государства.
Орден «За храбрость» носится на голубой ленте и имеет три степени — первую, вторую и третью, и две категории — с мечами (вручается военным лицам) и без мечей (вручается гражданским лицам), носится на груди:
1. первая степень: золотой крест, покрытый белой эмалью, на лицевой стороне в середине креста — золотой лев в круглом медальоне, покрытом красной эмалью, и надпись по кругу: ЗА ХРАБРОСТ (с болг. — «За храбрость»), на обратной стороне креста медальон расцвечен цветами болгарского национального флага и имеет надпись по кругу: РЕПУБЛИКА БЪЛГАРИЯ (с болг. — «Республика Болгария»);
2. вторая степень: серебряный крест, покрытый красной эмалью, на лицевой стороне в середине креста — золотой лев в круглом медальоне, покрытом красной эмалью, и надпись по кругу: ЗА ХРАБРОСТ, на обратной стороне креста медальон расцвечен цветами болгарского национального флага и имеет надпись по кругу: РЕПУБЛИКА БЪЛГАРИЯ;
3. третья степень: бронзовый крест, на лицевой стороне в середине креста — круглый медальон со львом и надписью по кругу: ЗА ХРАБРОСТ, на обратной стороне креста медальон имеет схематичное изображение цветов болгарского национального флага, и надпись по кругу: РЕПУБЛИКА БЪЛГАРИЯ;
4. первая, вторая и третья степени ордена имеют голубую ленту, носятся на груди и имеют категорию с мечами[2].

Орденом «За храбрость» с мечами награждаются военные лица:
1. первой степенью — высшие офицеры — генералы и адмиралы;
2. второй степенью — офицеры;
3. третьей степенью — сержанты и солдаты[2].

|  |  |  |
|  |  |  |
|  |  |  |

## Интересные факты
С 1937 по 1940 год изображение знака ордена «За храбрость» IV степени I класса использовалось в качестве опознавательного знака ВВС Болгарии.